# 潘守正
潘守正，字子貞，號直軒，南直隶常州府宜興縣人。明朝政治人物、進士出身。

## 生平
万历十六年（1588年）戊子科舉人，十七年（1589年）己丑科進士，吏部觀政，六月任江西廣信府司理，多平反。二十二年擢户部主事，二十四年督通州穵運。会有挤之者，左迁赣令。邑冲且瘠，守正以廉静治之。歴官南京工部都水司主事、虞衡司郎中，居官屡蹶，视为固然。

## 家族
曾祖潘深。祖父潘鉷。父潘昭。
子潘紹顯，台州通判。孫潘廷選。曾孫潘宗洛，康熙戊辰進士，偏沅巡抚。